# Співокиснення
Співокиснення (рос. соокисление, англ. cooxidation) — 
- 1. Радикально-ланцюговий процес окиснення сумішей двох або більше речовин молекулярним киснем. Швидкість окисення суміші звичайно не є адитивною сумою швидкостей окиснення кожної з речовин індивідуально. Сумісним окисненням альдегідів з алкенами отримують епоксиди.
- 2. У біохімії і мікробіології — процес окиснення і деградації речовини в клітинах мікроорганізмів у випадку, коли сама ця речовина не зазнає в цих умовах жодних перетворень, але деградує в присутності іншої, окиснення якої забезпечує клітину енергією і поживними речовинами.